# 芦屋郵便局
芦屋郵便局（あしやゆうびんきょく）
- 兵庫県芦屋市にある郵便局。本記事にて記述する。
- 福岡県遠賀郡芦屋町にある郵便局。局番号は74005。

芦屋郵便局（あしやゆうびんきょく）は、兵庫県芦屋市にある郵便局。民営化前の分類では集配普通郵便局であった。

## 概要
住所：〒659-8799 兵庫県芦屋市平田北町4-13
神戸市東灘区との境界付近に位置するため、東灘区の利用者も多い。

## 沿革
- 1912年（大正元年）8月1日 - 芦屋郵便局（三等）として開設[1]。
- 1947年（昭和22年）12月11日 - 郵便局で取扱う電話通話事務を除く電話事務を芦屋電話局に移管[2]。
- 1956年（昭和31年）7月3日 - 電話通話および和文電報受付事務の取扱を開始。
- 1968年（昭和43年）10月28日 - 芦屋市公光町から、同市平田北町に局舎を新築、移転。
- 1998年（平成10年）9月1日 - 外国通貨の両替および旅行小切手の売買に関する業務取扱を開始。
- 2007年（平成19年）10月1日 - 民営化に伴い、併設された郵便事業芦屋支店に一部業務を移管。
- 2012年（平成24年）10月1日 - 日本郵便株式会社発足に伴い、郵便事業芦屋支店を芦屋郵便局に統合。

## 取扱内容
- 郵便、印紙、ゆうパック、内容証明
- 貯金、為替、振替、振込、国際送金、外貨両替・トラベラーズチェック、国債、投資信託
- 生命保険、バイク自賠責保険、自動車保険
- 地方公共団体事務（兵庫県住宅再建共済基金利用申込取次事務）
- ゆうちょ銀行ATM
- 「659-00xx」区域（芦屋市全域）の集配業務
- ゆうゆう窓口

## 風景印
- 図柄は松並木と六甲山ロックガーデンのハイカー、コバノミツバツツジ。局名表記は「芦屋」
- 使用開始日は1997年（平成9年）9月9日

## 周辺
- 芦屋市役所
- 芦屋公園
- 国道43号
- 芦屋川

## アクセス
- 阪神本線 芦屋駅から徒歩約5分
- JR東海道本線（JR神戸線） 芦屋駅、阪急神戸線 芦屋川駅からそれぞれ徒歩約18分
- 阪急バス 阪神芦屋停留所もしくは永保橋停留所下車
- 阪神高速神戸線 芦屋出入口から西へ、および深江出入口から東へそれぞれ約2km
- 阪神高速湾岸線 南芦屋浜出入口および深江浜出入口から北へそれぞれ約2km
- 国道43号沿い
- 駐車場あり：10台